# بيتر ستافورد (لاعب هوكي الحقل)
بيتر ستافورد (بالإنجليزية: Peter Stafford)‏ هو لاعب هوكي الحقل نيوزيلندي، ولد في 30 مايو 1978.

## روابط خارجية
- بيتر ستافورد على موقع اللجنة الأولمبية النيوزيلندية (الإنجليزية)